# Civilni pokret otpora (organizacija)
Civilni pokret otpora je neformalna organizacija mirovnjakinja i mirovnjaka širom bivše Socijalističke federativne republike Jugoslavije (SFRJ) pokrenuta u oktobru 1991. godine, dok je uveliko trajala agresija Jugoslovenske narodne armije (JNA) na Vukovar, agresija koja je početak ratova u bivšoj Jugoslaviji.
Civilni pokret otpora, usled hitne potrebe da se praktično deluje na terenu u neproglašenom ratu, fokusirao se, osim na antiratne akcije, pre svega na nezakonite mobilizacije koja je izazivala dezerterske pobune, i pravni status državljana SFRJ koja se raspadala.
Upravo zbog toga su u oktobru 1991. godine advokat Nikola Barović i književnica Biljana Jovanović, u njenom stanu i uz prisustvo desetak mirovnih aktivstkinja i aktivista, napisali uputstvo za ponašanje vojnih obveznika u slučaju mobilizacije, pred policijiom i istražnim sudijama. Mobilizacija vojnika i rezerevista tokom ratova u bivšoj Jugoslaviji, kršila je Ženevske konvencije iz 1949. godine, i prema rečima advokata i mirovnog aktiviste Nikole Barovića „jednako je ratni zločin mobilisati jugoslovenskog vojnika u rat protiv Jugoslavije, kao što je krivično delo dobrovoljni odlazak u bilo koju od vojnih formacija u tom trenutku“.
Aktivnost Civilnog pokreta otpora su bile usmerene i na animiranje tadašnje jugoslovenske i međunarodne javnosti da se pod hitno, i na povoljan način reši pravni status državljana SFRJ koja se raspadala, i uskoro i prestala da postoji. To je rezultiralo poznatom „Deklaracijom Civilnog pokreta otpora“, objavljene  29.02.1992. godine, i  potom razaslata u sve bivše republike i pokrajine SFRJ, svim ambasadama u Beogradu, Ujedinjenim nacijama (UN) i Organizaciji za evropsku bezbednost i saradnju (OEBS). Njome se zahtevalo omogućavanje „simultanog državljanstva“ građana i građanki SFRJ koja prestaje da postoji već 1992. godine.
Civilni pokret otpora je zaslužan za organizovanje nekih antiratnih akcija u Beogradu, poput Paljenja sveća, Crnog flora, referenduma protiv rata i Poslednjeg zvona.
Tokom 1992. godine ova neformalna organizacija se razgranala u niz antiratnih grupa u Beogradu i šire.

## Mobilizacija i Ženevska konvencija
Ratovi u bivšoj Jugoslaviji, koji su počeli tokom formalnog postojanja SFRJ (1991), uprkos  ishodima, naišli su i na veliki otpor stanovništva da učestvuju u bratoubilačkom ratu. Ovi otpori su se organizovali  uprkos tome što vrh JNA donosi odluku da se sa dezerterima treba postupati kao u ratnim uslovima, iako Srbija rat nije proglasila. Procene su da u Srbiji, čak i u ruralnim naseljima koja  se češće povezuju sa tradiconalnim i konzervativnim vrednostima, mobilizacija nije prelazila odziv veći od 50 odsto.
Rezervisti JNA, sa pravne tačke gledišta, dali su zakletvu da će štiti SFRJ, te je tako, njihovo dobrovoljno učešće u rušenju SFRJ krivično delo u SFRJ, i istovremeno – mobilizacija rezervista koji su položili zakletvu SFRJ, a sa ciljem da se ruši ista SFRJ ( što su, kako primećuje mirovni aktivista i advokat Nikola Barović činile sve vojne formacije u ratovima u bivšoj Jugoslaviji), jeste ratni zločin koji krši Ženevske konvencije:
- III Ženevska konvencija o postupanju sa ratnim zarobljenicima (1949),Član 130 - prisiljavanje ratnog zarobljenika da služi u oružanim snagama neprijateljske Sile, ili njegovo lišavanje prava da bude redovno i nepristrasno suđen prema odredbama ove Konvencije.
- IV Ženevska konvencija o zaštiti građanskih lica za vreme rata  (1949), Član 51 - Okupirajuća Sila ne sme da prinuđava zaštićena lica da služe u njenim oružanim ili pomoćnim snagama. Zabranjen je svaki pritisak ili propaganda kojima je svrha dobrovoljno pristupanje tim snagama; Član 147 ...prisiljavanje zaštićenog lica da služi u oružanim snagama neprijateljske Sile, ili njegovo lišavanje prava da bude redovno i nepristrasno suđeno prema odredbama ove konvencije...

Ove konvencije su, sa formiranjem Međunarodnog krivičnog suda u Hagu, ušle u Rimski statut  (osnivački statut) ovog suda 1998. godine.
Tekst uputstva za ponašanje u slučaju mobilizacije za sve koji su želeli da je odbiju, sadržao je, između ostalog i deo:
„Položio sam zakletvu da ću braniti Jugoslaviju. Sve oružane snage na teritoriji Jugoslavije ratuju za uništenje Jugoslavije, i sve su od 3. oktobra ilegalne. Ja sam ratni zarobljenik. Upozoravam vas da je mobilisanje ratnih zarobljenika u neprijateljske formacije ratni zločin, kao što je i ovaj postupak koji vodite protiv mene ratni zločin."

## Deklaracija Civilnog pokreta otpora
Tekst Deklaracije  je sačinjen u oktobru 1991, međutim, tek je 29. februara 1992. godine objavljen. Između ostalog, tekst se obraćao  svim grupama koje je rat u bivšoj Jugoslaviji učinio  nepoželjnim, od samih Jugoslovena, preko ljudi iz mešovitih brakova do ljudi koji se ne izjašnajvaju nacionalno. Zalaganje za prava drugih i drugačijih, obuhvatalo je i sve nacionalne manjine u jugoslovenskim zemljama, kao i osobe koje, u skladu sa pravnim aktima SFRJ i međunarodnim pravnim aktima, ne podležu vojnoj i radnoj  obavezi.

Pun tekst deklaracije glasio je:
„Znajući da u Jugoslaviji ne postoje ni etničke, ni nacionalne, ni političke, ni konfesionalne, ni interesne većine i da najveće manjine teže ostvarivanju deklarisanog cilja – nacionalnim državama, i da nacionalni ciljevi ne postoje sami po sebi određeni su načinom svog ostvarivanja, koji istovremeno pokazuje i trajne ciljeve najvećih manjina, uvereni da svaki čovek ima pravo na život, slobodu, jednakost i sreću, osnivamo Civilni pokret otpora koji će se zalagati za prava: Ljudi iz nacionalno mešovitih porodica Ljudi koji se izjašnjavaju regionalno Ljudi koji pripadaju nacionalnim manjinama u jugoslovenskim zemljama Ljudi koji su jugoslovenske nacionalnosti Ljudi koji pripadaju jugoslovenskim narodima, a žive izvan matičnih država Ljudi koji se nacionalno ne opredeljuju ili ne izjašnjavaju i Ljudi koji ne poistovećuju nacionalno opredeljenje sa državnim razlogom. Kakva god bila sudbina jugoslovenskih zemalja i koliko god se država na jugoslovenskom prostoru bude formiralo, svi ovi ljudi moraju biti prepoznati kao: Ljudi koji moraju imati simultano državljanstvo svih tih država, koje im se ne može odreći, niti oduzeti, ljudi koji ne podležu vojnoj i ratnoj obavezi u sukobima između tih država i ne mogu biti angažovani ni kao dobrovoljci, izuzev ako su te države napadnute od trećih država. Civilni pokret otpora će se zalagati da svi ovi ljudi, bez obzira na odnose država čiji su simultani državljani, sa evropskom zajednicom, dobijaju prava jednaka pravima državljana zemalja evropske zajednice. 29. februar 1992.”
Osnivači/ce Civilnog pokreta otpora su: Nikola Barović, Primož Bebler, Goran Cvetković, Zlatjan Čučkov, Dimitrije Đurić, Emir Geljo, Zdravko Grebo, Jasminka Hasanbegović, Guner Ismail, Rada Iveković, Nikolai Jeff, Biljana Jovanović, Nataša Kandić, Suzana Kirandžiska, Nada Kokotović, Mario Kopić, Maruša Krese, Vaska Kulić, Radmila Lazić, Sonja Liht, Škeljzen Malići, Mihajlo Mihajlov, Vladimir Milčin, Ilinka Mitreva, Rastko Močnik, Dragomir Olujić, Josip Osti, Borka Pavićević, Enver Petrovci, Branka Šarkić, Ljiljana Šarović, Svetlana Slapšak, Jasmina Tomovska, Jelena Trpković, Lino Veljak, Staša Zajović, Janko Zlodre, Milena Zupančić.

## Spoljašnje veze
- Muzej 90tih Архивирано на веб-сајту  (18. децембар 2022)